# Morfologia krwi

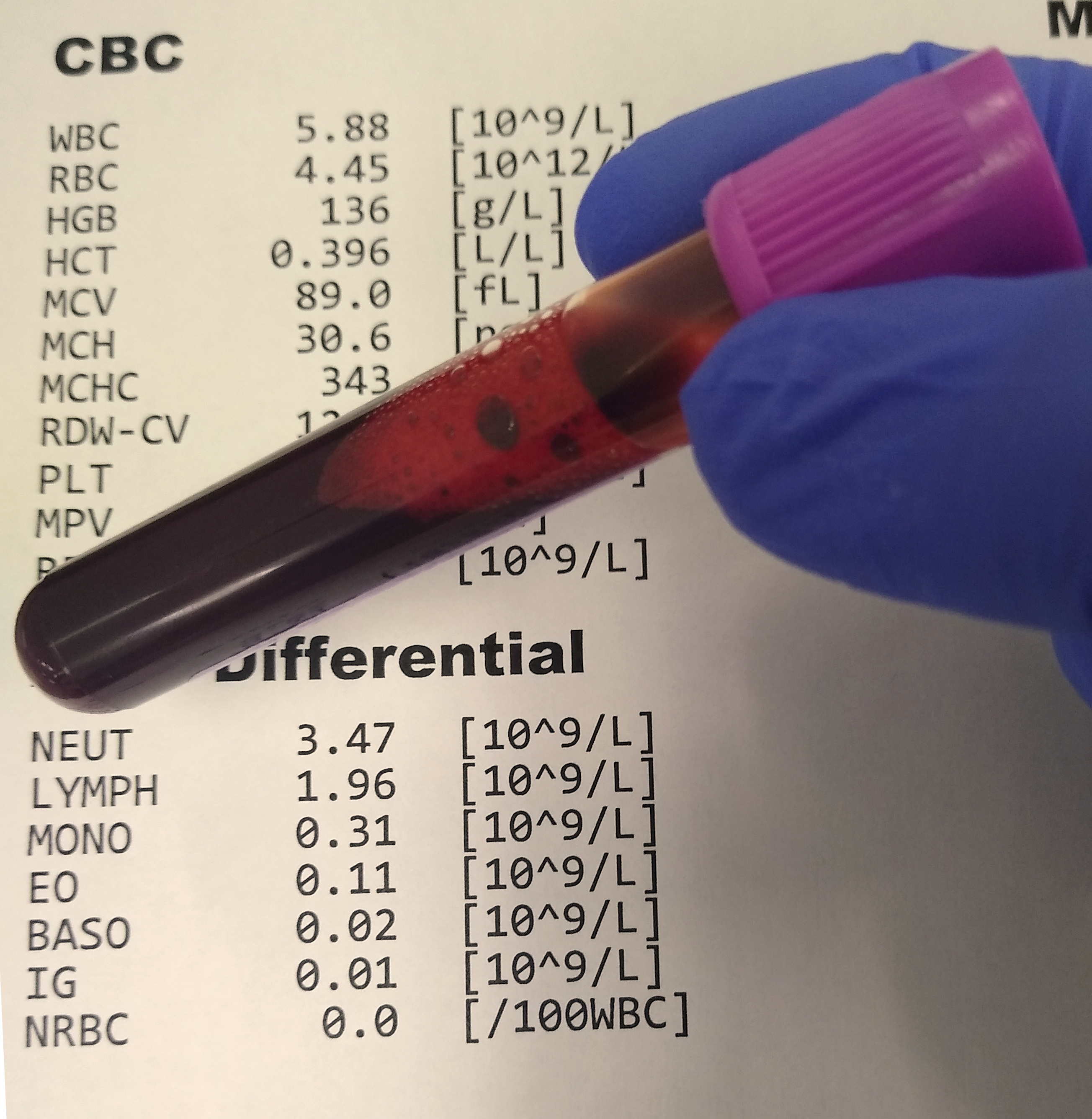
Przykładowy wynik badania morfologii krwi

Morfologia krwi (ang. complete blood count, CBC) – podstawowe, diagnostyczne badanie krwi, mające na celu ocenę ilościową i jakościową występujących w niej elementów morfotycznych. Wykonywane jest poprzez nakłucie żyły (najczęściej w zgięciu łokciowym) i pobranie 5 ml pełnej krwi.
Najczęstsze wskazania do przeprowadzenia morfologii krwi:
- podejrzenie niedokrwistości (anemii), krwotoku wewnętrznego lub nadkrwistości (czerwienicy);
- podejrzenie skazy krwotocznej (plamicy), stanu zapalnego lub choroby zakaźnej;
- diagnostyka oraz kontrola innych chorób krwi.

## Wynik badania
Do standardowego badania składu krwi należą: RBC, MCV, MCH, MCHC, WBC, PLT, HGB, HCT. Badanie ilościowe poszczególnych elementów układu białokrwinkowego (granulocyty, limfocyty, monocyty) wykonywane jest zazwyczaj ręcznie pod mikroskopem (tzw. „rozmaz”) lub za pomocą automatu. Wartość MID, pojawiająca się często na wydrukach badań morfologii krwi, oznacza ilość komórek, których automat nie potrafił prawidłowo zidentyfikować. Niektóre specjalistyczne kliniki (np. kliniki hematologiczne) posiadają automaty umożliwiające prawidłowe oznaczenie większości hemocytów. Badanie ilościowe limfocytów CD4+, CD8+, NK jest badaniem specjalistycznym, wykonywanym np. u chorych na AIDS.
Do morfologii krwi nie zalicza się badania poziomu hemoglobiny, jednak ze względu na automatyzację procesu, parametr ten jest oznaczany równolegle.
Prawidłowe wskaźniki są przedstawiane tabelarycznie, jednakże normy badań laboratoryjnych zależą od wielu czynników i nie powinny być rozpatrywane w oderwaniu od innych elementów procesu diagnostycznego a ocenę może najlepiej przeprowadzić lekarz prowadzący.

Przeczytaj ostrzeżenie dotyczące informacji medycznych i pokrewnych zamieszczonych w Wikipedii.